# سیستمکس
سیستمکس (انگلیسی: Systemax) شرکت تولید صنعتی آمریکایی است، که در سال ۱۹۴۹ تأسیس شد.